# Opogona anaclina
Opogona anaclina är en fjärilsart som beskrevs av Edward Meyrick 1915. Opogona anaclina ingår i släktet Opogona och familjen äkta malar. Inga underarter finns listade i Catalogue of Life.